# 王瑞芝
王瑞芝（1909年－1976年），京劇琴師，拜師錫子剛先生學習京劇音樂藝術。他是余叔言生前最后1位琴師，與余門弟子孟小冬、譚富英合作多年。精通京劇生行余派藝術，還與言菊朋、遲世恭等有過合作。余叔言去世後投靠孟小冬。1949年隨孟小冬移民英屬香港，1955年前往北京，並在北京京劇團（現在的北京京劇院）工作。王瑞芝來到北京後曾与言慧珠前夫薛浩伟多年合作。后專任譚富英的琴師。